# Daniel Nicholls
Daniel Nicholls (* 7. Mai 1990 in Christchurch) ist ein neuseeländischer Eishockeyspieler, der den Großteil seiner Karriere bei den Canterbury Red Devils in der New Zealand Ice Hockey League verbrachte.  

## Karriere
Daniel Nicholls spielte zu Beginn seiner Karriere als Eishockeyspieler bei den Canterbury Red Devils in Christchurch, für die er in der Saison 2008 erstmals in der New Zealand Ice Hockey League spielte. In dieser Spielzeit wurde er zum besten Neuprofi gewählt. 2009 errang er mit seiner Mannschaft den neuseeländischen Meistertitel und zwei Jahre später wurde er als bester Verteidiger der Liga ausgezeichnet. 2012 wechselte er auf die Nordinsel zu den West Auckland Admirals. Er kehrte jedoch bereits nach einer Spielzeit in seine Geburtsstadt zurück und wurde mit den Roten Teufeln 2013 erneut Landesmeister. Anschließend unterbrach er seine Karriere. Seit 2020 spielt er erneut für die Red Devils.

### International
Im Juniorenbereich stand Nicholls für Neuseeland bei den U18-Weltmeisterschaften 2007 und den 2008 sowie den U20-Weltmeisterschaften 2008 und 2010 jeweils in der Division III auf dem Eis.
Mit der Herren-Nationalmannschaft nahm der Verteidiger an den Weltmeisterschaften der Division III 2009 und der Division II 2010, 2011, 2012, 2013, als er die beste Plus/Minus-Bilanz des Turniers erreichte, und 2023 teil.

## Erfolge und Auszeichnungen
- 2008 Aufstieg in die Division II bei der U20-Weltmeisterschaft der Division III
- 2008 Rookie of the Year der New Zealand Ice Hockey League
- 2009 Aufstieg in die Division II bei der Weltmeisterschaft der Division III
- 2009 Neuseeländischer Meister mit den Canterbury Red Devils
- 2011 Bester Verteidiger der New Zealand Ice Hockey League
- 2013 Beste Plus/Minus-Bilanz bei der Weltmeisterschaft der Division II, Gruppe B
- 2013 Neuseeländischer Meister mit den Canterbury Red Devils

## NZIHL-Statistik
(Stand: Ende der Saison 2023)